# Oskar Liebau

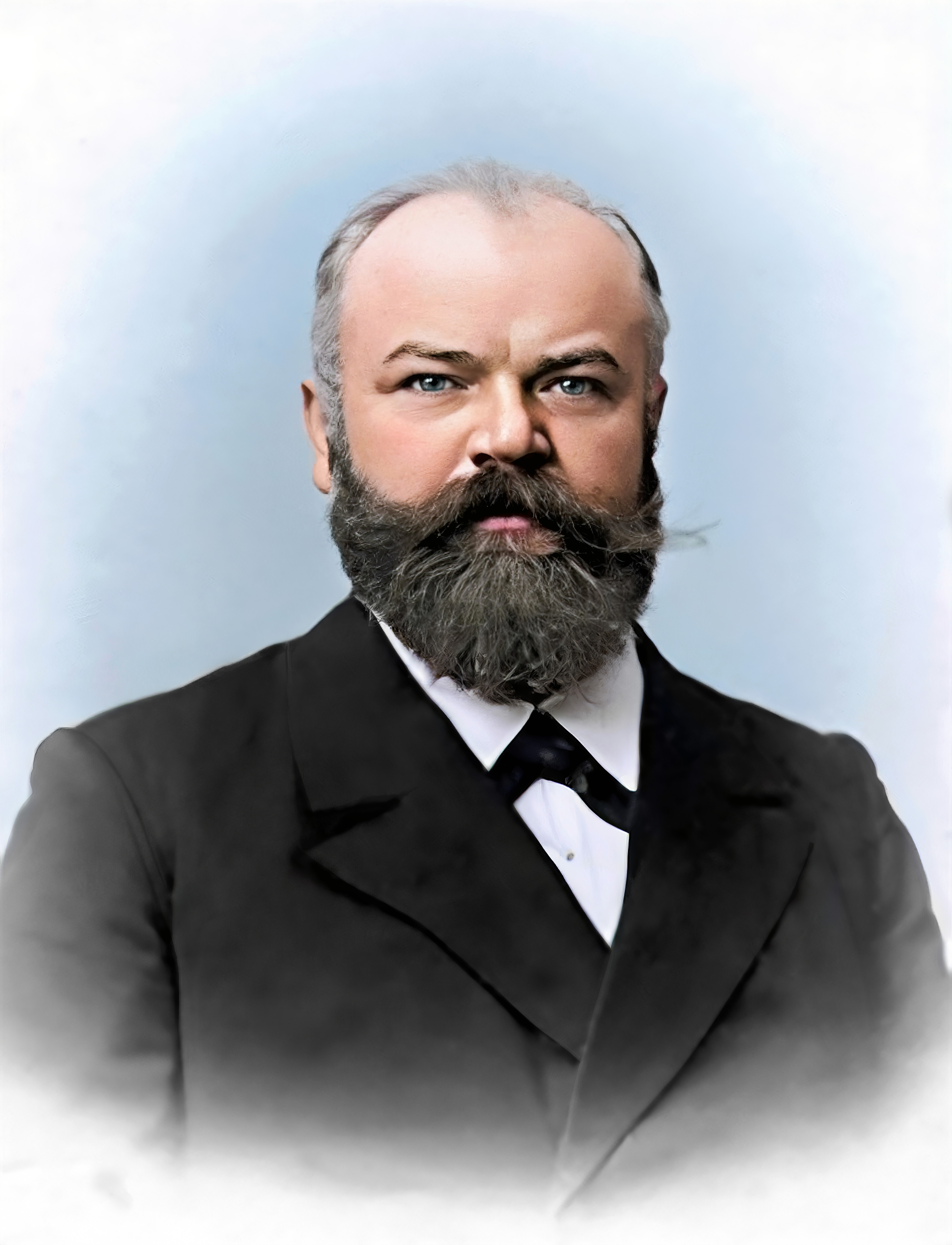
Emil Oskar Liebau ca. 1902

Emil Oskar Liebau (* 3. Januar 1856 in Döbeln; † 26. Oktober 1915 in Rochlitz) war ein deutscher konservativer Politiker.

## Leben und Wirken
Nach Besuch der Bürgerschule in Döbeln absolvierte Liebau eine vierjährige kaufmännische Ausbildung in Luckau. Anschließend arbeitete er in Eisenhandlungen in Luckau, Suhl und Crimmitschau. Im Juni 1881 ließ er sich als selbständiger Kaufmann in Rochlitz nieder, wo er eine Eisenwarenhandlung eröffnete, in der u. a. Eisen, Öfen und Kurzwaren vertrieben wurde.
Liebau war ab 1900 Stadtverordneter von Rochlitz. Von August 1901 bis zu seinem Tod war er Stadtrat. Er gehörte dem Kleinhandelsausschuss der Handelskammer Chemnitz an. Von 1895 bis 1907 gehörte er als Vertreter des 13. städtischen Wahlkreises der II. Kammer des Sächsischen Landtags an.